# برگ سدابی (سرده)
برگ سدابی (نام علمی: Thalictrum) نام یک سرده از تیره آلالگان است.